# Howaldtswerke-Deutsche Werft

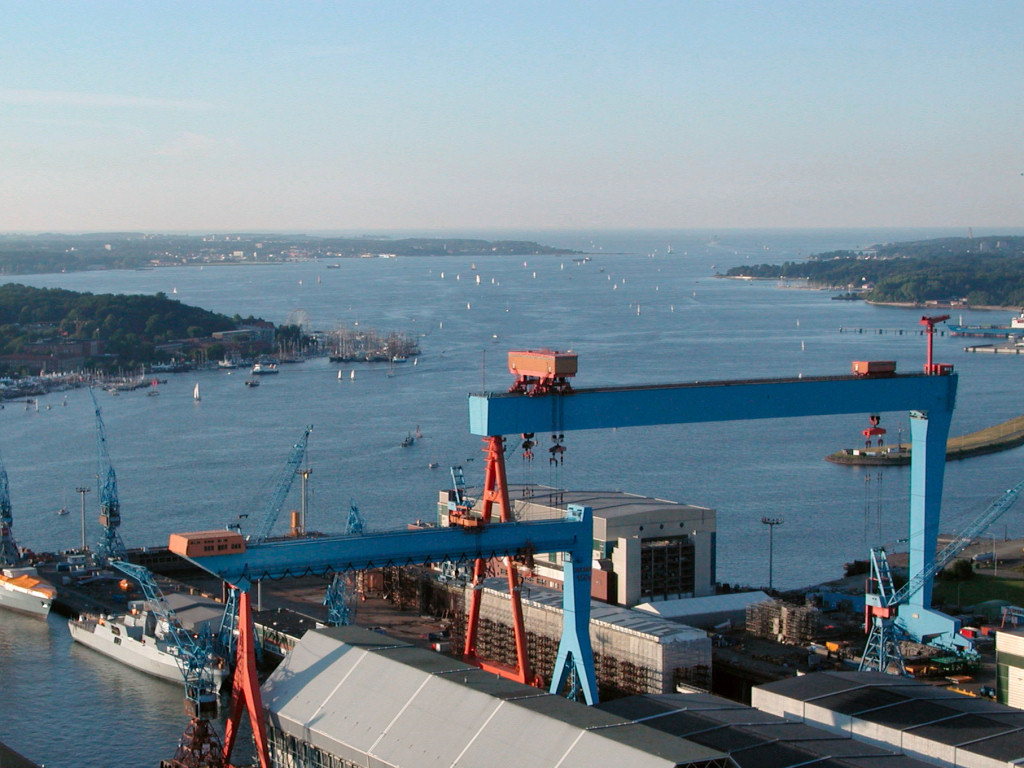
HDW i Kiel.

Howaldtswerke-Deutsche Werft AG (HDW) i Kiel i Tyskland är landets största varv. Det ingår i Thyssenkrupp Marine Systems sedan 2005.
HDW är idag framförallt känt för ubåtar i ubåtsklass Typ 212A, som tillverkas tillsammans med Nordseewerke i Emden. Även på det civila området har företaget konstruerat och tillverkat innovativa fartygstyper, bland annat det vid sin tid största containerfartyget för APL (American President Line). Under senare år har HDW främst ägnat sig åt utveckling där tillverkning sedan sker på licens i uppdragsgivarens land. Detta gäller framförallt så kallade paketkontrakt för ubåtar. 

## Historia

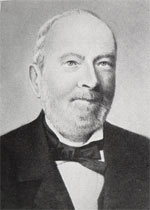
August Howaldt.

HDW grundades 1 oktober 1838 av ingenjören August Howaldt och köpmannen Johann Schweffel under namnet Schweffel & Howaldt. 
1850 byggde företaget världens första ubåt. 
1865 lämnade det första skeppet under företagsnamnet Howaldt varvet vid Kielfjorden. 
Under första världskriget tillverkade man ubåtar för den tyska kejserliga marinen. HDW gynnades av Kiels uppgång som den tyska flottans huvudhamn. Under 1920-talet gick företaget betydligt sämre och var 1926 nära att gå i konkurs. 1930 startades verksamheten i Hamburg.
1937 tog den tyska krigsmarinen över driften av företaget. 1943 kom företaget åter tillbaka till de ursprungliga ägarna. 
Efter andra världskriget byggdes företaget upp på nytt och var det enda varvet i Kiel som klarade sig undan demontage av sina anläggningar. Från 1960 började man utveckla ubåtar för den västtyska marinen och blev världsledande på mindre ubåtar (ej atomdrivna). HDW har levererat ubåtar till 16 olika ländernas flottor.
1968 fick företaget sitt nuvarande namn då Howaldtswerke AG gick samman med Deutsche Werft i Hamburg. Under 1970-talet fick HDW hård konkurrens från asiatiska skeppsvarv och har sedan dess minskat i storlek. Varvet som en gång hade 24 000 arbetare har idag totalt 6600 arbetare och då inräknat de företag man köpt i bland annat Sverige (Kockums) och Grekland. Under 1980-talet lade man ner flera anläggningar, till exempel togs HDW:s varv i Hamburg 1985 över av Blohm + Voss.

## Byggda fartyg i urval
- Imperator (1913)
- Tina Onassis (1953), oljetanker

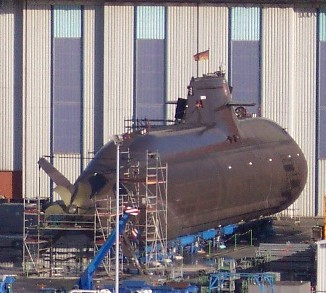
Unåt i ubåtsklass Typ 212A i torrdocka

- Otto Hahn (1968), ett atomdrivet fraktfartyg
- Gauß (1980), ett fartyg för polarforskning
- Polarstern (1982), ett forskningsfartyg
- MS Deutschland (1998)
- Al Salamah (1999), en megayacht
- M/S Atlantic Vision, 2002
- U 31, 2004